# Lijst van voetbalinterlands Hongkong - Oost-Timor
Deze lijst van voetbalinterlands is een overzicht van alle officiële voetbalwedstrijden tussen de nationale teams van Hongkong en Oost-Timor. De landen speelden tot op heden twee keer tegen elkaar. De eerste ontmoeting, een kwalificatiewedstrijd voor het Wereldkampioenschap voetbal 2010, werd gespeeld in Gianyar (Indonesië) op 21 oktober 2007. Het laatste duel, de returnwedstrijd in dezelfde kwalificatiereeks, vond plaats op 28 oktober 2007 in Hongkong.

## Wedstrijden
| № | Plaats   | Datum           | Competitie           | Wedstrijd             | Uitslag |
| - | -------- | --------------- | -------------------- | --------------------- | ------- |
| 1 | Gianyar  | 21 oktober 2007 | WK 2010 kwalificatie | Oost-Timor – Hongkong | 2 – 3   |
| 2 | Hongkong | 28 oktober 2007 | WK 2010 kwalificatie | Hongkong – Oost-Timor | 8 – 1   |

## Samenvatting
| Competitie      | Totaal gespeeld | Winst Hongkong | Gelijk | Winst Oost-Timor | Doelsaldo Hongkong – Oost-Timor |
| --------------- | --------------- | -------------- | ------ | ---------------- | ------------------------------- |
| WK-kwalificatie | 2               | 2              | 0      | 0                | 11 − 3                          |
| Totaal          | 2               | 2              | 0      | 0                | 11 − 3                          |

HKFA · 
Lijst van A-internationals · 
Hongkongs vrouwenelftal
1960 – 1969 ·
1970 – 1979 ·
1980 – 1989 ·
1990 – 1999 ·
2000 – 2009 ·
2010 – 2019 ·
2020 − 2029
Afghanistan ·
Argentinië ·
Australië ·
Bahrein ·
Bangladesh ·
Bhutan ·
Brazilië ·
Brunei ·
Cambodja ·
Canada ·
China ·
Colombia ·
Denemarken ·
Estland ·
Fiji ·
Filipijnen ·
Guam ·
India ·
Indonesië ·
Irak ·
Iran ·
Israël ·
Japan ·
Jemen ·
Joegoslavië ·
Jordanië ·
Koeweit ·
Kroatië ·
Laos ·
Libanon ·
Liechtenstein ·
Macau ·
Malediven ·
Maleisië ·
Marokko ·
Mauritius ·
Mongolië ·
Myanmar ·
Nepal ·
Noord-Korea ·
Noorwegen ·
Oezbekistan ·
Oman ·
Oost-Timor ·
Palestina ·
Paraguay ·
Qatar ·
Salomonseilanden ·
Saoedi-Arabië ·
Singapore ·
Sri Lanka ·
Syrië ·
Tadzjikistan ·
Taiwan ·
Thailand ·
Turkmenistan ·
Verenigde Arabische Emiraten ·
Vietnam ·
Zuid-Korea ·
Zuid-Vietnam ·
Zwitserland
FFTL · A-internationals · Oost-Timorees vrouwenelftal
2000 – 2009 · 
2010 – 2019
2003 · 
2004 · 
2005 · 
2006 · 
2007 · 
2008 · 
2009 · 
2010 · 
2011 · 
2012 ·
2015 ·
2016
Brunei ·
Cambodja ·
Filipijnen ·
Hongkong ·
Indonesië ·
Laos ·
Libanon ·
Malediven ·
Maleisië ·
Mongolië ·
Myanmar ·
Nepal ·
Palestina ·
Saoedi-Arabië ·
Singapore ·
Tadzjikistan ·
Taiwan ·
Thailand ·
Verenigde Arabische Emiraten